# Піткін (Луїзіана)
Піткін (англ. Pitkin) — переписна місцевість (CDP) в США, в окрузі Вернон штату Луїзіана. Населення — 455 осіб (2020).

## Географія
Піткін розташований за координатами 30°56′10″ пн. ш. 92°55′47″ зх. д. / 30.93611° пн. ш. 92.92972° зх. д. (30.936044, -92.929668).  За даними Бюро перепису населення США в 2010 році переписна місцевість мала площу 16,16 км², з яких 16,13 км² — суходіл та 0,03 км² — водойми.

## Демографія
Згідно з переписом 2010 року, у переписній місцевості мешкало 576 осіб у 230 домогосподарствах у складі 162 родин. Густота населення становила 36 осіб/км².  Було 284 помешкання (18/км²).
Расовий склад населення:
| - 93,9 % — білих - 3,3 % — корінних американців - 0,5 % — азіатів - 0,2 % — чорних або афроамериканців |

До двох чи більше рас належало 1,7 %. Частка іспаномовних становила 1,7 % від усіх жителів.
За віковим діапазоном населення розподілялося таким чином: 25,0 % — особи молодші 18 років, 54,9 % — особи у віці 18—64 років, 20,1 % — особи у віці 65 років та старші. Медіана віку мешканця становила 41,6 року. На 100 осіб жіночої статі у переписній місцевості припадало 90,7 чоловіків;  на 100 жінок у віці від 18 років та старших — 81,5 чоловіків також старших 18 років.
Середній дохід на одне домашнє господарство  становив 42 753 долари США (медіана — 45 313), а середній дохід на одну сім'ю — 48 845 доларів (медіана — 57 321). За межею бідності перебувало 16,2 % осіб, у тому числі 28,3 % дітей у віці до 18 років та 14,0 % осіб у віці 65 років та старших.
Цивільне працевлаштоване населення становило 173 особи. Основні галузі зайнятості: науковці, спеціалісти, менеджери — 20,2 %, освіта, охорона здоров'я та соціальна допомога — 20,2 %, публічна адміністрація — 13,3 %, сільське господарство, лісництво, риболовля — 13,3 %.